# Cuddington (Eddisbury)
Cuddington – wieś w Anglii, w hrabstwie ceremonialnym Cheshire, w dystrykcie (unitary authority) Cheshire West and Chester. Leży 21 km na wschód od miasta Chester i 256 km na północny zachód od Londynu. W 2001 miejscowość liczyła 5223 mieszkańców.